# Zostrianus
Zostrianus is een gnostisch geschrift, dat in een Koptische vertaling onderdeel was van de vondst van de Nag Hammadigeschriften in 1945. Er moet een oorspronkelijk Griekse tekst zijn geweest, maar daar is nooit iets van gevonden. Het is de langste van de bij Nag Hammadi gevonden teksten. Het manuscript was bij de vondst al zwaar beschadigd. Bijna dertig pagina's bevatten geen of nauwelijks leesbare tekst.  
Het behoort met Allogenes, Marsanes en de Drie Stèles van Seth tot de latere fase van de literatuur van de gnostische stroming die aangeduid wordt als het sethianisme. Een aan deze geschriften verwante tekst is het Titelloze geschrift uit de Codex Brucianus  dat dateert van eind derde of begin vierde eeuw. Het kent ook platoniserende voorstellingen. De relatie met het sethianisme is echter veel minder aanwezig en op het vakgebied omstreden. 
Vanaf het eind van de tweede eeuw begon het sethianisme zich af te keren van een steeds orthodoxer wordend christendom en begon zich te richten op de meer individuele contemplatieve praktijken van het platonisme van de derde eeuw. Aan het eind van de derde eeuw raakte het ook vervreemd van orthodoxe platonisten en was er sprake van toenemende invloed van neoplatonisten. Op het vakgebied wordt op parallellen gewezen tussen Zostrianus en  Het verhaal van Er in de  Staat van Plato. 
Er zijn geen christelijke elementen of thema's in Zostrianus aanwezig. Naast de dominante platonische elementen zijn er wel joodse invloeden te herkennen. De wijze waarop de hoofdpersoon van dit verhaal, Zostrianus, opstijgt naar een aantal hemelsferen  heeft een aanzienlijke gelijkenis met de ervaringen van Henoch, zoals beschreven in het Tweede boek van Henoch dat uit de eerste eeuw dateert. 
Porphyrius schreef in zijn biografie over Plotinus dat deze een aantal gnostische schrijvers kritiseerde, die openbaringen produceerden van  Zoroaster, Zostrianus, Allogenes en Messos.  Er is grote inhoudelijke overeenstemming tussen de teksten van Allogenes en  Zostrianus. Op het vakgebied is er dan ook consensus, dat Porphyrius deze beide teksten gekend moet hebben. De oorspronkelijk Griekse tekst moet in de eerste helft van de derde eeuw geschreven zijn.  
Er is naast de gevonden tekst een afschrijfbericht met de boodschap  Woorden van waarheid van Zostrianus. God van van waarheid. Woorden van Zoroaster. In latere tradities was Zostrianus een mythische figuur van wie zijn zoon of kleinzoon Armenius de vader zou zijn van de Iraanse profeet Zarathustra. De tekst van het geschrift heeft echter geen enkele relatie met Zarathustra of Perzië. Het is een wijze om de tekst meer gewicht te geven. 

## Essentie van de inhoud
Zostrianus beschrijft een hemelreis, een literair genre dat in de late oudheid vaker gehanteerd werd. Andere bij Nag Hammadi gevonden geschriften van dit genre zijn de Eerste openbaring van Jacobus, de  Gnostische Openbaring van Paulus en de tot het hermetisme behorende Inwijding in de achtste en negende sfeer. 
In Zostrianus is sprake van een opstijging van de ziel van Zostrianus langs dertien hemelsferen. Boven de materiële wereld bevinden zich drie  niveaus met de namen Tegenbeeld (antypos), Verblijf (paroikẽsis) en Bekering (metanoia). Aan de top van de goddelijke wereld, het pleroma, is de Onzichtbare Geest. Een belangrijk deel van de in dit verhaal gehanteerde mythologie heeft de vorm van de tekst van het  Heilige boek van de grote onzichtbare Geest.  De Onzichtbare Geest wordt ook de  driewerf krachtige  genoemd, omdat de krachten  Zijn, Leven  en Denken zich in hem bevinden. Het laatste is een duidelijk platonische voorstelling. 
In veel gnostische teksten over de goddelijke wereld ziet de hoogste god zich weerspiegeld in het lichtwater dat hem omgeeft en realiseert zich dat hij zichzelf ziet. Die gedachte verzelfstandigt zich en dat creëert zijn vrouwelijke principe, vaak aangeduid als de Eerste Gedachte of ook wel Barbelo. In deze tekst bevinden zich binnen Barbelo nog vier andere gestalten, Kalyptos (de Verborgene),  Protophanes (de Eerst Verschenene), Autogenes (de Zelfverwekte) en het driewerf mannelijk Kind. 
De ziel van Zostrianus wordt met behulp van engelen naar een steeds hogere sfeer begeleid. Een aantal namen van die engelen komen ook in het Heilige boek van de grote onzichtbare Geest voor, maar andere zijn niet uit andere teksten bekend. 
Zostrianus stelt bij iedere sfeer vragen en krijgt antwoorden in de vorm  van openbaringen. Bij ieder hemelniveau wordt Zostrianus gedoopt, wordt zijn ziel verder gezuiverd en roept hij de goddelijke gestalten van dat niveau aan. Dat gebeurt ook door magische formules met een theurgische functie. Theurgie is een vorm van magie waarbij het gaat om bezwering ofwel het beheersen en aanwenden van het goddelijke ten bate van de mens. Het kennen van de magische namen van de goddelijke krachten en het beschikken over de juiste combinaties daarvan is essentieel om op te kunnen stijgen naar de goddelijke wereld en verlossing te krijgen. 
 Phoẽ Zẽõẽ Z[oẽ Zõsi Zaõ Zẽõõõ Zẽsen. De afzonderlijken en de vier die achtvoudig zijn leven! Ẽoooo Ẽa Ẽõ! U gaat aan hen vooraf, u bent in hen allen!
Aan het eind van de tekst keert Zostrianus terug in zijn lichaam, dat op aarde was achtergebleven en schrijft hij de verworven kennis op drie tabletten voor hen die na hem zullen komen. Het slot heeft de vorm van een preek waarin de mensen worden opgeroepen zich te bevrijden van materiële banden en de in hen aanwezige goddelijke vonk te wekken.  